# Kristián Hynek
Kristián Hynek (ur. 19 maja 1980) – czeski kolarz górski, dwukrotny medalista mistrzostw świata i Europy w maratonie MTB.

## Kariera
Największy sukces w karierze Kristián Hynek osiągnął w 2012 roku, kiedy zdobył brązowy medal w maratonie MTB podczas mistrzostw świata w maratonie MTB w Ornans. W zawodach tych wyprzedzili go jedynie Grek Periklis Ilias oraz Niemiec Moritz Milatz. W tym samym roku został także mistrzem Europy w tej samej konkurencji. Rok później był trzeci na mistrzostwach Europy, przegrywając tylko z Austriakiem Albanem Lakatą i Szwajcarem Christophem Sauserem. Jak dotąd nie zdobył medalu na mistrzostwach świata w kolarstwie górskim. Nigdy też nie startował na igrzyskach olimpijskich.